# Arturo Goyeneche
Arturo Domingo Goyeneche (Buenos Aires, 4 de agosto de 1877 - Ib., 29 de noviembre de 1940) fue un político radical antipersonalista argentino, que se desempeñó como Intendente de Buenos Aires entre el 20 de febrero de 1938 y el 26 de noviembre de 1940, siendo designado por el presidente Roberto Marcelino Ortiz. Fue además fue Diputado Nacional, llegando a presidir la cámara entre 1919 y 1921. Durante la década del 30 de la mano de diferentes "punteros" comenzó a construir su poder en el territorio sur de la ciudad, vinculándose a diferentes personajes que manejaban los prostíbulos en los barrios de la Boca, entonces territorio portuario, tejiendo una alianza entre el radicalismo, y facciones de matones rompehuelgas vinculadas a las empresas británicas.
Durante su gestión como intendente, vetó la ordenanza que ordenaba la demolición del Obelisco de Buenos Aires, inaugurado hacía poco tiempo pero mal recibido por la población. En 1939 son adquiridos nuevos terrenos para ampliar el nosocomio sin embargo al poco tiempo son vendidos a diferentes empresarios por el intendente Arturo Goyeneche a menos de  una décima parte de su valor, por lo que sería investigado el entorno del presidente Ortiz y diferentes políticos de la Unión Cívica Radical porteña.
Sus restos se encuentran en el mausoleo familiar del cementerio de la Recoleta. Su hijo Juan Carlos fue un político de tendencias nazis.